# Ingaladalu, Chitradurga
Ingaladalu là một làng thuộc tehsil Chitradurga, huyện Chitradurga, bang Karnataka, Ấn Độ.